# Mission Aigle
La mission Aigle est le nom donné au déploiement en Roumanie de la Force de réaction de l'OTAN en réponse à l'invasion de l'Ukraine par la Russie en 2022. 
Dans le cadre de cette mission, placée sous l’égide de l’OTAN, la France est nation-cadre d’un Bataillon multinational, auquel contribuent actuellement la Belgique, l'Espagne et le Luxembourg. Le bataillon dispose de capacités fiables, coordonnées par un élément préfigurateur d'un état-major de Brigade interarmes (BFCE). La France déploie également un détachement de Défense sol-air Mamba, afin de renforcer la posture dissuasive et défensive de l’Alliance face à la Russie.
Le Bataillon multinational situé sur le camp Berthelot, à Cincu, est l’un des huit bataillons multinationaux déployés par l’OTAN dans l’est du territoire de l’Alliance. Sa mission principale est la dissuasion envers les adversaires de l’OTAN et ceux qui menaceraient directement la sécurité d’un pays membre. La mission AIGLE a aussi pour objectif de favoriser le partage de savoir-faire au sein du bataillon et avec la nation hôte, par de nombreux entraînements conjoints, et de renforcer la connaissance du terrain par les troupes alliées. 
Près de 2 000 soldats français sont engagés au quotidien pour la sécurité de l’Europe à travers les déploiements sur le flanc Est. Sur Aigle, le bataillon multinational sous commandement français comprend environ 1 500 soldats dont 300 Belges, 30 Luxembourgeois et un contingent espagnol arrivé plus tard[Quand ?].

## Déroulement des opérations

Premier logo de la mission (2022).

La mission a été déployée le 28 février 2022 en Roumanie. Un bataillon d’alerte (Spearhead battalion) de la force de réaction rapide de l’OTAN, armé par la France et intégrant une compagnie belge, a alors été déployé sur dix sites différents à travers la Roumanie (MKB, Cincu, Smardan, Babadag, Brasov, Craiova, Caracal, Cap Midia, Balta Verde et Miercurea Cuic).
Les militaires belges, français et néerlandais du génie ont débuté des travaux en mai 2022 sur le camp de Cincu pour permettre l'accueil d'environ 1 000 soldats, dont 750 Français, et l'installation des équipements militaires, dans le cadre de la mission Aigle. Le camp français de Cincu a ainsi été inauguré le 3 novembre 2022. Le 16 novembre 2022, transporté par voie ferroviaire, l’escadron de chars Leclerc est acheminé jusqu’au camp français de Cincu. En novembre 2022 également est déployé sur Bucarest un élément avancé de niveau brigade, le Brigade Forward Command Element (BFCE).
En mars et juillet 2023, une section luxembourgeoise et une compagnie belge d’infanterie blindée mécanisée intègrent le bataillon multinational aux côtés des militaires français. Le 23 juillet 2023, une section de tir de 4 canons CAESAR acheminés depuis la France rejoint également le camp militaire de Cincu, complétant les capacités défensives du bataillon.
Le camp a été baptisé Camp Berthelot le 17 juin 2024, en hommage au général Henri Berthelot, 115 ans après sa participation à la défense de la Roumanie pendant la première guerre mondiale, prenant notamment la tête de l’armée roumaine du Danube.
Le déploiement se fait aussi au camp d'entrainement du cap Midia où est déployé depuis le 16 mai 2022 un détachement de défense sol-air MAMBA et un détachement de l'échelon de soutien national.

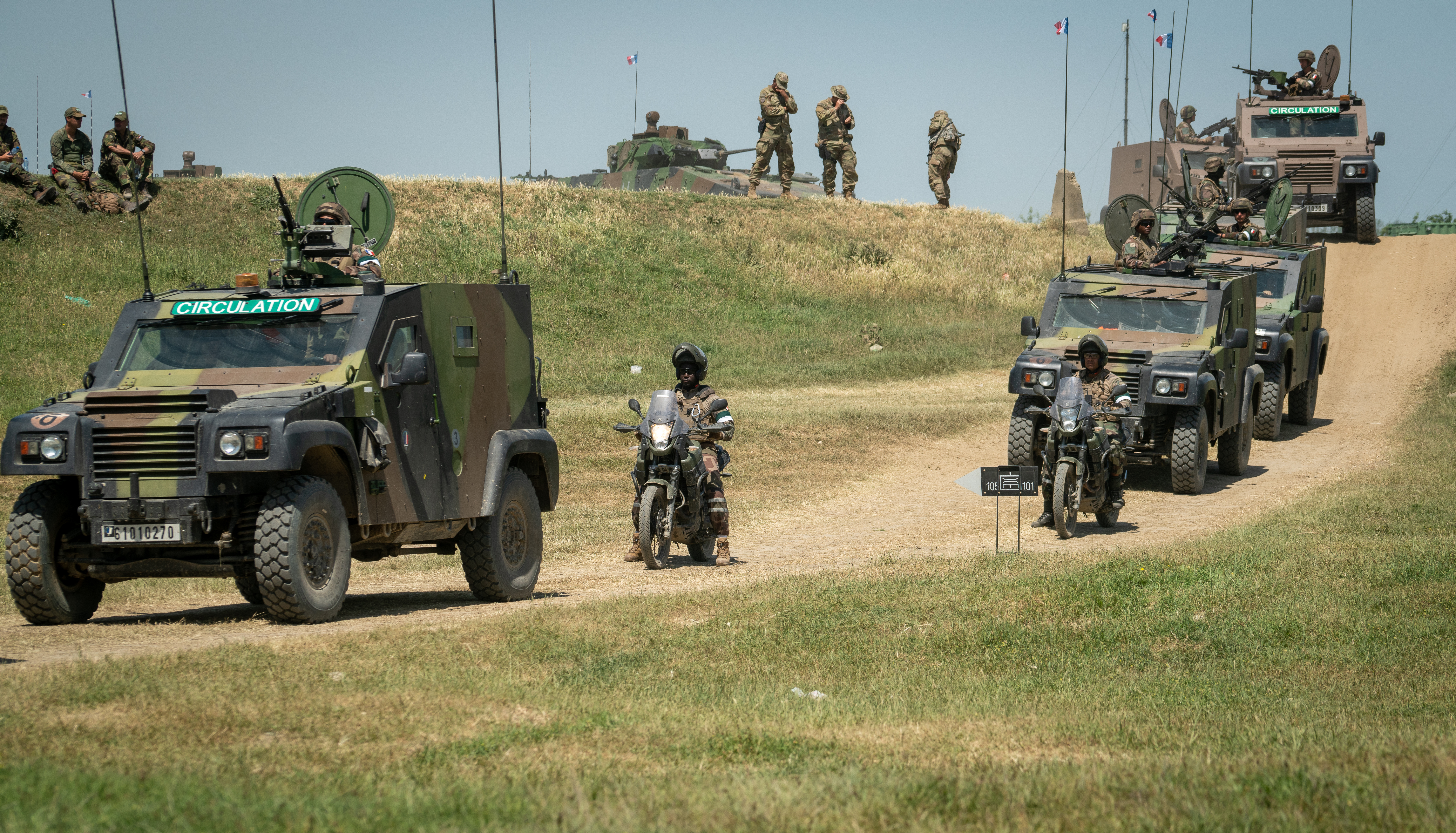
Participation du personnel de Mission Aigle à Saber Guardian 2023.

En 2025, la mission Aigle devrait conduire un exercice de déploiement d'une brigade (± 5 000 hommes).

## Mission
La force Aigle a pour mission de renforcer l’interopérabilité et les capacités opérationnelles des troupes déployées, de démontrer la détermination de l'OTAN et de l'Europe à contrer toute menace pesant sur la Roumanie et de s'intégrer pleinement dans le plan de défense du pays.
Grâce à de nombreux exercices, à Cincu et dans l'ensemble de la Roumanie, les armées alliées s'entraînent ensemble quotidiennement. Objectif : s’adapter au terrain, travailler l’interopérabilité et les procédures de travail communes.

### Composantes

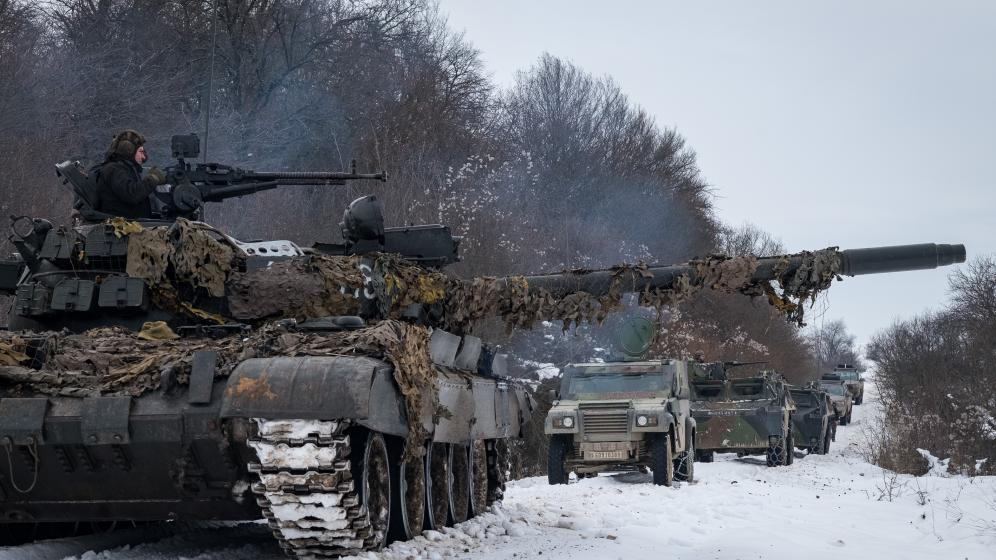
Février 2023 : troupes françaises et roumaines.
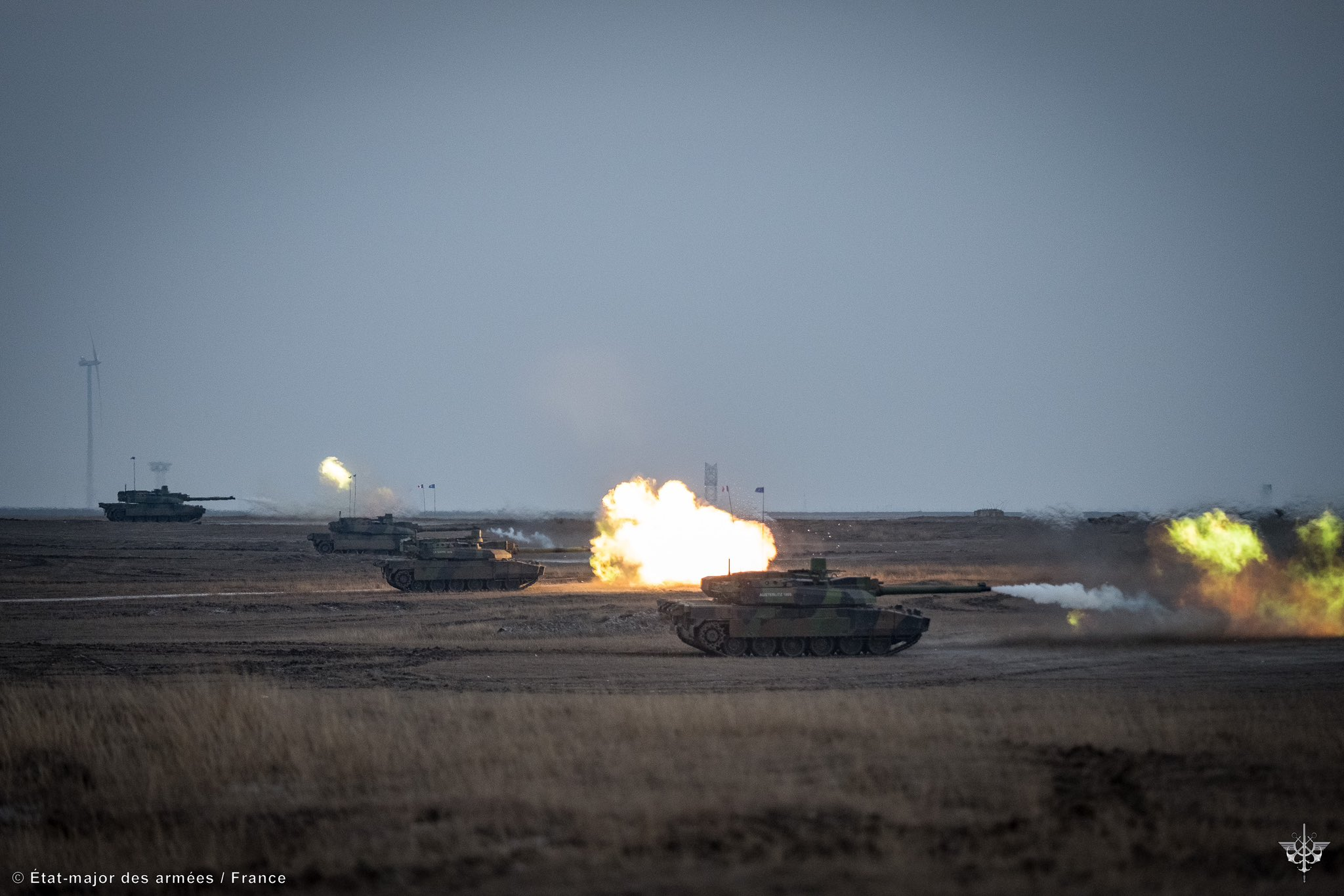
T-55 et Leclerc.
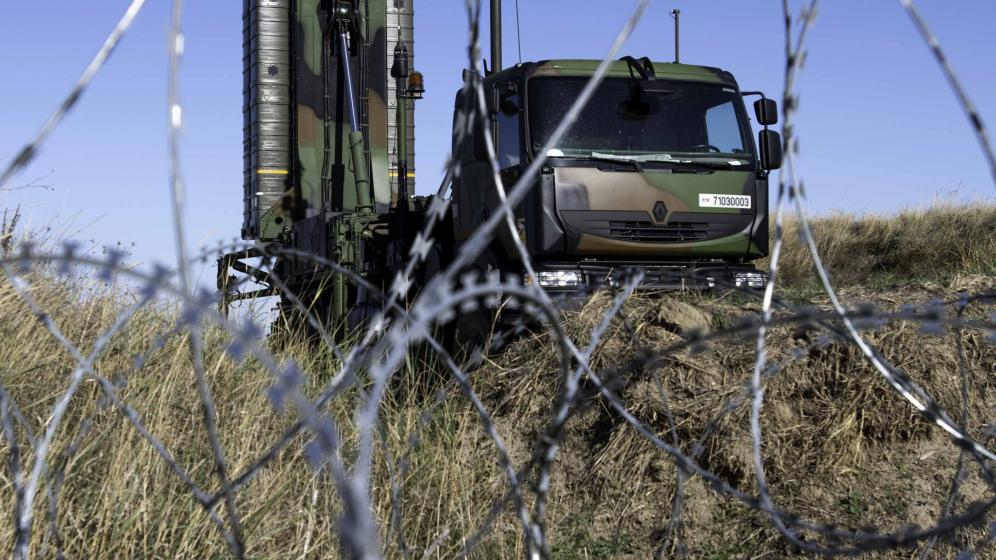
SAMP/T Mamba en octobre 2022.
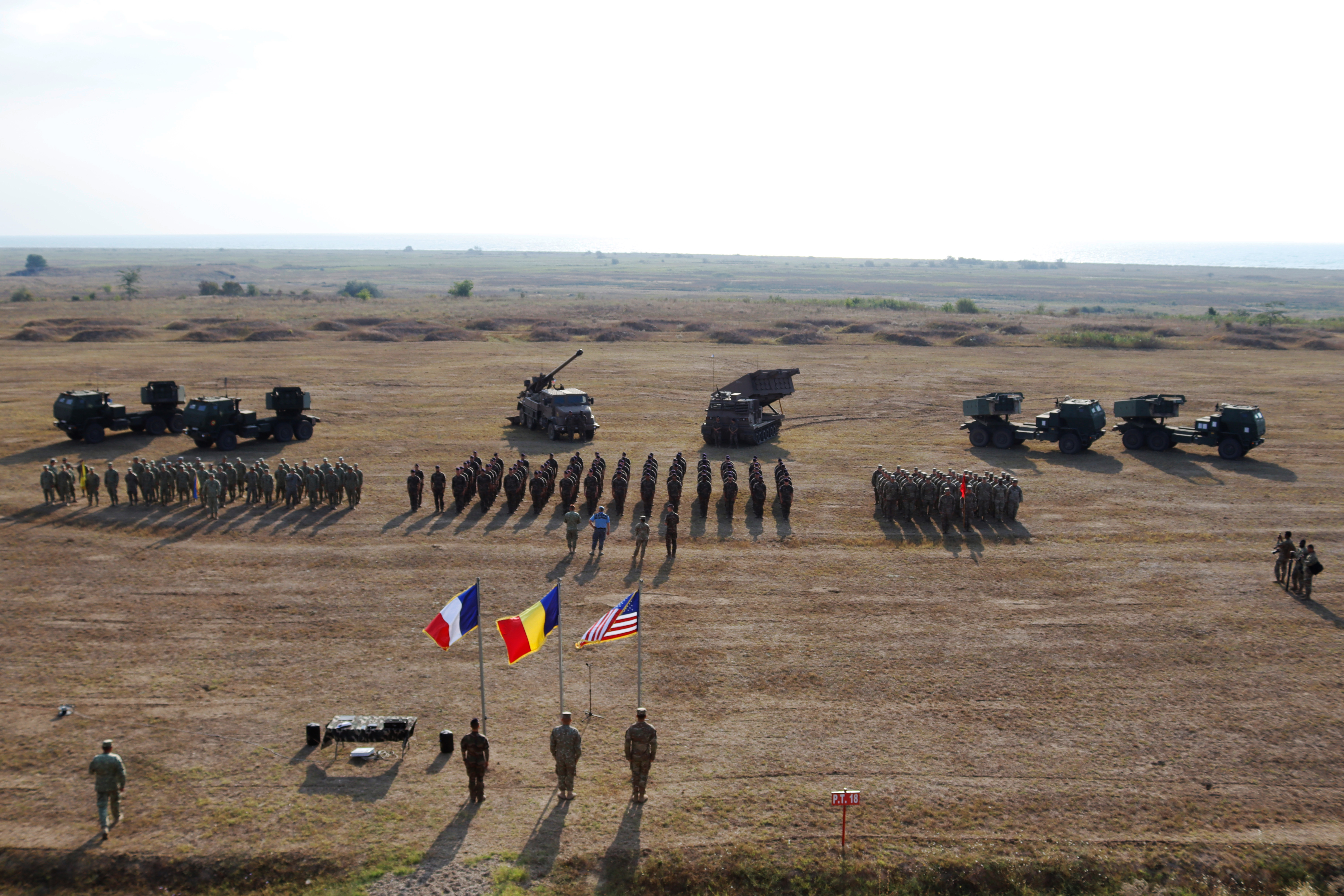
Arcane Thunder 23, 30 août 2023, cérémonie d'ouverture.

Depuis le début de la crise en Ukraine, la France et la Roumanie sont unies sous la bannière de l’OTAN pour défendre le flanc Est de l’Europe, déterminées à contrer toute menace contre la Roumanie.
Comme l’ensemble des États membres de l’Alliance Atlantique, la France s’est engagée de manière résolue, dès le 24 février et l’attaque de l’Ukraine par la Russie pour renforcer les différents dispositifs de l’OTAN sur son flanc oriental.

### L'engagement militaire de la France en Roumanie
La France est engagée en Roumanie :
- sur terre, où elle assure le commandement du bataillon multinational de la mission AIGLE, qui s'entraîne au quotidien avec les partenaires de l'OTAN. Le déploiement de chars Leclerc, de batteries CAESAR et de VBCI démontre la résolution de la France aux côtés de ses alliés alors qu’une batterie MAMBA est intégrée dans le dispositif roumain et participe à la défense de l’espace aérien de l’Alliance.

- dans les airs elle participe aux missions de surveillance et de défense aérienne au-dessus des États baltes, de la Pologne, de la Bulgarie et de la Roumanie dans le cadre des missions Air Shielding.

- sur mer en engageant des bâtiments de la Marine nationale dans les dispositifs de l’OTAN déployés de l’Atlantique Nord jusqu’en Méditerranée.

À travers ses engagements, la France manifeste sa solidarité et sa détermination au profit de ses alliés et démontre la cohérence de ses engagements.

### Le Bataillon multinational du Camp Berthelot de Cincu
Le mandat 8 du Bataillon multinational est armée par les unités suivantes :
- un état-major tactique et le train de combat no 2 (détachement logistique) du 92e régiment d’infanterie  (92e RI) de Clermont-Ferrand,

- un escadron blindé du 12e régiment de cuirassiers (12e RC) sur char Leclerc,

- une compagnie d'infanterie du 92e RI,

- une compagnie de combat du 13e régiment de génie (13e RG). La composante NRBC est assurée par le 2e régiment de dragons (2e RD) en auto-relève,

- une batterie d’artillerie mixte composée du 40e régiment d’artillerie (40e RA) et du 1er régiment d’artillerie (1er RA) en auto-relève également,

- une compagnie belge d’infanterie blindée du régiment de carabiniers / grenadiers sur Dingos,

- une section luxembourgeoise de reconnaissance.

Le bataillon Aigle 8 est commandé par le colonel Louis-Marie Levacher, chef de corps du 92e RI.

### L'échelon de soutien national
L’ESN assure le soutien des détachements français déployés sur le théâtre roumain. Il opère dans différents domaines logistiques et est réparti entre le camp de Cincu et Mihail Kogalniceanu, à Constanţa.